# کانی کبود (سقز)
کانی کبود (سقز) (به کردی سورانی: کانی که‌وه) روستایی از توابع بخش سرشیو شهرستان سقز در استان کردستان ایران است.

## جمعیت
این روستا در دهستان ذوالفقار قرار دارد و براساس سرشماری مرکز آمار ایران در سال ۱۳۸۵، جمعیت آن زیرِ سه خانوار بوده‌است.